# Iglesia de San Gaetano (Bitonto)
La iglesia de San Gaetano fue construida en 1609 en Bitonto sobre el antiguo palacio de la Universitas, en Piazza Cavour. La obra, encargada por los Teatinos, originalmente llamada San Niccolò ai Teatini, y construida según el diseño arquitectónico de Dionisio Volpone de Parabita, es de estilo barroco. La estructura fue consagrada sólo en 1730 por el obispo Luca Antonio della Gatta.

## Externo
La severa fachada de sillería está precedida por una amplia escalinata y dividida en dos órdenes por una hilada de arcadas y rematada por un gran tímpano. El primero de los dos, de mayor tamaño, presenta el portal, rematado por un tímpano roto por un pequeño nicho. En el segundo piso hay un gran ventanal central rematado por un tímpano y decorado con una balaustrada lineal colocada a nivel de la hilada de cuerdas que no altera su función sino que la enriquece. La fachada del primer piso está dividida por seis pilastras, de las que las cuatro centrales continúan en el segundo orden del edificio. Algunos nichos sin decoración escultórica dan testimonio del carácter incompleto del edificio. Más arriba se puede ver el escudo de los Teatinos.

## Interno
La iglesia está compuesta por una sola nave rematada en tres ábsides, incluido el central, de mayor tamaño. El salón interior está delimitado por cuatro arcos a cada lado, en los que se abren otras tantas capillas. Destaca la primera capilla a la derecha, antaño bajo el patrocinio de la familia Sylos-Sersale, donde destaca un altar barroco ricamente decorado realizado en 1696 en piedra de Lecce. En el centro del precioso altar hay un lienzo que representa el nacimiento de la Virgen, de atribución incierta (Nicola Gliri o Andrea Miglionico).
En la contrafachada y en los muros altos de la nave hay frescos de muchos santos, entre ellos San Patricio y San Gregorio. En el techo de madera, pintado por el pintor bitontino Carlo Rosa, están ilustradas algunas escenas de la vida de San Nicolás de Bari, San Cayetano y San Andrés Avellino. La nave está iluminada por la ventana central de la contrafachada y por ocho ventanas, cuatro a cada lado. En las paredes del lado derecho donde se asoman las cuatro ventanas hay frescos que representan a: San Juan Crisóstomo, San Jerónimo, San Martín, San Arsenio, San Cipriano, San Crescencio, San Mariano, San Lucas. En los espacios entre el arco triunfal, sobre el escudo de los Teatinos, y el techo están pintadas al fresco las figuras de San Pablo y San Pedro, mientras que en las paredes de la izquierda están pintadas al fresco del mismo modo que en las de la derecha: Santiago Apóstol, San Policarpo, San Ignacio, San Urbano, San Silvestre, San Basilio, San Ambrosio y San Agustín.